# Alva (Szkocja)
Alva – miasto w środkowej Szkocji, w hrabstwie Clackmannanshire, położone na północnym brzegu rzeki Devon, u podnóża wzgórz Ochil. W 2011 roku liczyło 4773 mieszkańców.
Miejscowość wzmiankowana została w 1260 roku, kiedy to ziemie te nadane zostały opactwu Cambuskenneth. Kościół parafialny założony został w XII wieku. W okresie szkockiej reformacji (XVI w.) miejscowość przeszła w posiadanie rodu Erskine. Miejscowość rozwinęła się w XVIII i XIX wieku, głównie za sprawą przemysłu włókienniczego. Pierwsze fabryki zasilane były energią wodną, pozyskiwaną z nurtu strumienia Alva Burn spływającego ze wzgórz Ochil. Włókiennictwo zanikło tutaj w drugiej połowie XX wieku. Na początku XVIII wieku eksploatowano tutaj do wyczerpania złoża srebra, a w połowie XVIII wieku podjęto wydobycie węgla i żelaziaka.
W bliskim sąsiedztwie położone są miejscowości Tillicoultry (na wschodzie), Alloa (na południu), Tullibody (na południowym zachodzie) i Menstrie (na zachodzie).